# Tolerans
För andra betydelser, se Tolerans (olika betydelser).
Tolerans betecknar ett intervall där något accepteras. Begreppet kan ha flera innebörder:

## Samhälle
Samhällelig tolerans handlar om rätten att aktivt delta i det politiska livet och till principer om yttrandefrihet, rösträtt och rätten att kandidera till val. Den har definierats som att acceptera att ens politiska motståndare deltar i politisk aktivitet.
Samhälllelig tolerans innefattar att erkänna och godta allas rätt till exempelvis åsikter, kultur, etnicitet, religiösa övertygelser och sexuella läggningar som kan avvika från de som dominerar i samhället. 

## Filosofi
Tolerans är ett betydande inslag i den skeptiska filosofin. Den innebär att acceptera andra individers rätt att anta och försvara åsikter som står i strid med de egna. Tolerans är av särskild betydelse då det saknas entydig evidens som tyder på att en åsikt är rätt eller fel. Tolerans var ett viktigt inslag i upplysningsfilosofin, och den omhuldas av empiristiskt eller humanistiskt betonade filosofiska riktningar.
Många tänkare menar att värderingar saknar sanningsvärde t.ex. därför att de är uttryck för personliga ställningstaganden. Tolerans för andras värderingar har försvarats framför allt i politiska, religiösa och estetiska sammanhang. Från åsiktstolerans härleds då naturligt handlingstolerans.

### Politik
Tolerans spelar en central roll inom liberalismen och ingår i den demokratiska överideologin. Den framhålls ofta som en förutsättning för att vi ska kunna leva och verka tillsammans.

## Individuell
Individuell tolerans handlar om relationen mellan individer eller grupper. Lite förenklat handlar detta om vår förmåga att leva tillsammans med andra i fredlig samexistens. Det handlar om att tillåta det som uppfattas som svårt, problematiskt, hotfullt eller outhärdligt. Det kan gälla såväl idéer, åsikter, personer som vissa grupper samt deras värderingar och beteenden.

## Religion
Trots att Jesus själv avvisade allt våld när det gäller Gudsrikets utbredande hade toleransidéer länge svårt att göra sig gällande inom den kristna kyrkan. När kristendomen upphöjdes till riksreligion inom romarväldet övergick dettas tidigare kultiska intolerans – alla måste delta i kejsarkulten – i en trosintolerans. Augustinus befallde tvångsåtgärder med motiveringen att medlemskap i kyrkan ger möjlighet till undervisning; det finns en kyrklig förföljelse som är rättfärdig.
Under medeltiden skärptes åtgärderna mot alla som avvek från den officiella tron; kättarbål och inkvisition infördes. Den teologiska motiveringen gavs av Thomas av Aquino: icke-kristna fick enligt honom inte tvingas till tro, men kristna kättare jämställdes med myntförfalskare. "De utbreder en sjukdom och skall straffas med döden".
En begynnande tolerans växte fram hos humanister och reformatorer på 1500-talet. Thomas More krävde i sin Utopia (1516) sträng enhet vad gällde några centrala läror och tillät frihet i övrigt. Luther avvisade inkvisition och kättarbål. Kättarna skulle överbevisas med bibelargument och inte med bränning. Dock stod Luther kvar på en medeltida ståndpunkt vad gäller kätteriets politiska farlighet. Han förband religiös frihet med politiskt tvång.
De första som förfäktade en principiell tolerans i et kristna Europa var vissa s.k. döpare och spiritualister på 1500-talet. I Tyskland och Norden fick deras idéer föga spelrum, men de vann terräng i Holland, England och Amerika. För John Milton var religionsfriheten en kristen och protestantisk princip. I Amerika ställdes tidigt krav på fullständig trosfrihet och skilsmässa mellan stat och kyrka (Roger Williams 1682). Utvecklingen mot fullständig religionsfrihet fortsatte med upplysningsfilosoferna Locke, Voltaire m.fl.

## Övrigt
Tolerans misstolkas ofta som acceptans eller synkretism.